# Anyphaena lacka
Espèce
Anyphaena lacka est une espèce d'araignées aranéomorphes de la famille des Anyphaenidae.

## Distribution
Cette espèce est endémique du Texas aux États-Unis,. Elle se rencontre dans le comté de San Patricio.

## Description
Le mâle holotype mesure 4,61 mm.

## Publication originale
- Platnick, 1974 : The spider family Anyphaenidae in America north of Mexico. Bulletin of the Museum of Comparative Zoology, vol. 146, no 4, p. 205-266 (texte intégral).